# Ostumfahrung Wiener Neustadt

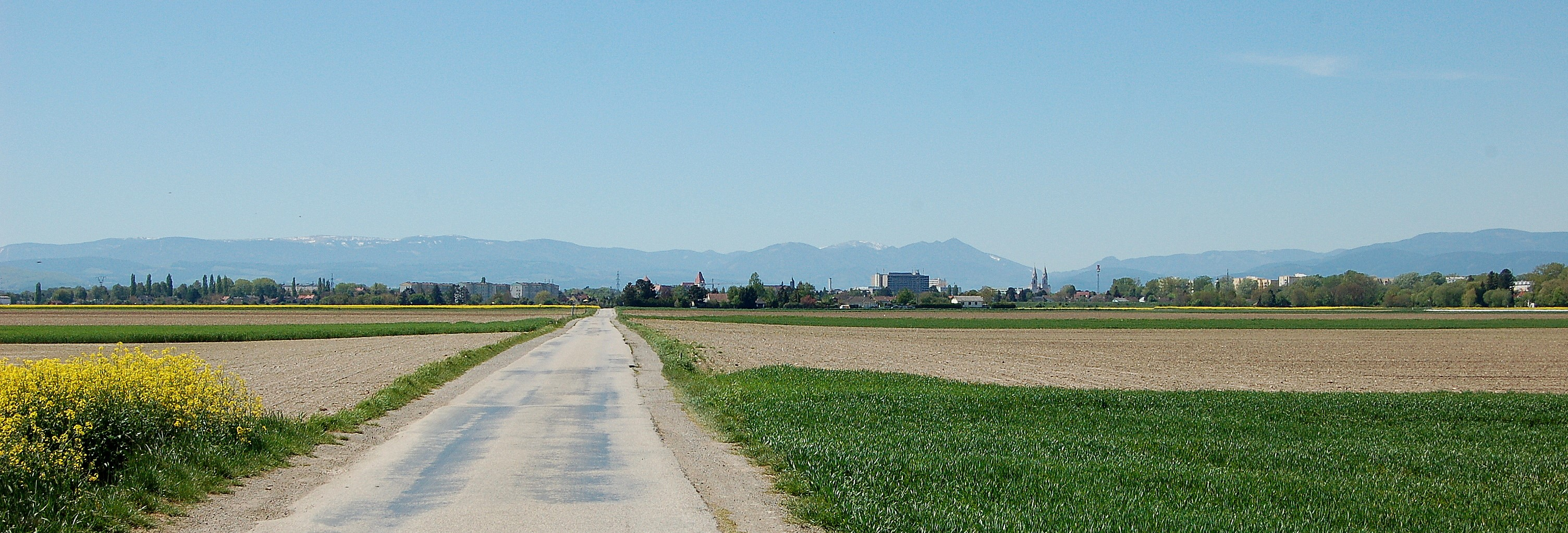
Gelände zwischen Lichtenwörth und Wiener Neustadt (Blickrichtung Südwesten). Die geplante Ostumfahrung soll quer durch das Bild verlaufen.

Die Ostumfahrung Wiener Neustadt ist ein Verkehrsprojekt des Landes Niederösterreich bei Wiener Neustadt und Lichtenwörth.

## Beschreibung
Die sogenannte Ostumfahrung B 17 soll mit den bestehenden Straßenzügen S 4 Mattersburger Schnellstraße, A 2 Süd Autobahn, B 21 Gutensteiner Straße / Nordspange Wiener Neustadt und B 21b Spange B 60 (Leitha Straße) den Straßenring um Wiener Neustadt schließen. Die Trasse beginnt bei der Wiener Neustädter Straße (B 17) bei Obereggendorf im Norden und führt in Lichtenwörth entlang von Wiener Neustadt zur S 4 bei Neudörfl im Süden.
Die geplante ca. 5 km lange und 50 m breite Trasse quert im Norden ein Natura-2000-Schutzgebiet gemäß FFH-Richtlinie bei einer Au mit Feuchtwiesen und einem Wald bei der Warmen Fischa. Beim versiegelten Flächenverbrauch werden 5 ha angenommen.
Nach 6 Jahren wurde im April 2022 durch den Verwaltungsgerichtshof die letzte offene Revision zurückgewiesen und die Umweltverträglichkeit bestätigt, sodass mit den Grundeinlösen begonnen werden konnte.
Das Projekt wird von Bürgermeister Klaus Schneeberger (ÖVP) und dem Stadtrat Franz Dinhobl (ÖVP), beide Abgeordnete zum Landtag von Niederösterreich betrieben, sie erwarten sich davon auch eine Verkehrsberuhigung oder Neugestaltung der Grazer Straße in Wiener Neustadt. Nachdem sich der Weihbischof Franz Scharl der Erzdiözese Wien und ehemalige Kurat der Erlöserkirche in Wiener Neustadt gegen die Ostumfahrung ausgesprochen hatte, entstand eine neue Debatte. 2024 wurde dem Bauprojekt von Greenpeace Österreich der Negativpreis „Neun Plätze, neun Betonschätze“ verliehen.

## Audio/Video
- ORF NÖ Heute: Ostumfahrung, 13. Mai 2020
- Orange 94.0: Herr Buzzi im Interview mit Jutta Matysek, 7. August 2020